# House (phim truyền hình)
House (còn được gọi là House, MD ) là một bộ phim truyền hình đề tài chính kịch y khoa của Mỹ, lần đầu phát sóng trên Fox trong 8 mùa, từ ngày 16 tháng 11 năm 2004 đến ngày 21 tháng 5 năm 2012. Nhân vật chính của loạt phim là bác sĩ Gregory House (Hugh Laurie), một thiên tài y khoa bất trị, yếm thế, mặc cho bị phụ thuộc vào thuốc giảm đau, vẫn lãnh đạo một nhóm bác sĩ chẩn đoán tại Bệnh viện Giảng dạy Princeton–Plainsboro (PPTH) hư cấu ở New Jersey. Tiền đề của bộ phim bắt đầu với Paul Attanasio, còn David Shore (người được xem là sáng lập viên) chịu trách nhiệm chính về khâu xây dựng nhân vật chính.
Các giám đốc sản xuất của bộ phim bao gồm Shore, Attanasio, Katie Jacobs (đối tác kinh doanh của Attanasio) và đạo diễn phim Bryan Singer. Phim được ghi hình chủ yếu tại một khu phố và khu thương mại ở Westside của Quận Los Angeles có tên là Century City. Tác phẩm đã nhận được sự tán dương nhiệt liệt từ giới phê bình và thường xuyên là một trong những bộ phim truyền hình được đánh giá cao nhất tại Hoa Kỳ.
House thường xung đột với các bác sĩ đồng nghiệp của mình, bao gồm cả nhóm chẩn đoán của chính anh, vì nhiều giả thuyết của anh ấy về căn bệnh của bệnh nhân dựa trên những hiểu biết sâu sắc hoặc gây tranh cãi. Việc coi thường các quy tắc và thủ tục của bệnh viện thường xuyên khiến anh ta bất hòa với sếp, quản lý bệnh viện và Trưởng khoa Y, bác sĩ Lisa Cuddy (Lisa Edelstein). Người bạn thực sự duy nhất của House là bác sĩ James Wilson (Robert Sean Leonard), trưởng khoa Ung thư .
Trong ba mùa đầu tiên, nhóm chẩn đoán của House bao gồm bác sĩ Robert Chase (Jesse Spencer), bác sĩ Allison Cameron (Jennifer Morrison) và bác sĩ Eric Foreman (Omar Epps). Vào cuối mùa thứ ba, nhóm này tan rã. Với sự tái gia nhập của Foreman, House dần chọn ba thành viên mới trong nhóm: Bác sĩ Remy "Thirteen" Hadley (Olivia Wilde), bác sĩ Chris Taub (Peter Jacobson) và bác sĩ Lawrence Kutner (Kal Penn). Đôi lúc Chase và Cameron tiếp tục xuất hiện với các vai trò khác nhau tại bệnh viện. Kutner qua đời vào cuối mùa thứ năm; đầu mùa thứ sáu, Cameron rời bệnh viện và Chase trở lại nhóm chẩn đoán. Thirteen nghỉ phép trong phần lớn mùa bảy, và vị trí của cô ấy được đảm nhận bởi sinh viên y khoa Martha M. Masters (Amber Tamblyn). Cuddy và Masters chia tay nhóm trước mùa thứ tám; Foreman trở thành Trưởng khoa Y mới, trong khi Bác sĩ Jessica Adams (Odette Annable) và bác sĩ Chi Park (Charlyne Yi) tham gia nhóm của House.
House nằm trong số 10 tác phẩm truyền hình hay nhất ở Hoa Kỳ từ mùa thứ hai đến mùa thứ tư. Có mặt ở 66 quốc gia, House là chương trình truyền hình có nhiều người xem nhất thế giới vào năm 2008. Bộ phim đã gặt hái nhiều giải thưởng, bao gồm 5 giải Primetime Emmy, hai giải Quả cầu vàng, một giải Peabody và 9 giải People's Choice. Vào ngày 8 tháng 2 năm 2012, Fox thông báo rằng mùa thứ tám (lúc ấy đang được tiến hành) sẽ là mùa cuối cùng của loạt phim. Tập phim cuối của tác phẩm được phát sóng vào ngày 21 tháng 5 năm 2012, sau một đoạn hồi tưởng kéo dài một giờ.

## Diễn viên và nhân vật
| Tên                           | Người thể hiện      | Nghề nghiệp                                                                                   | Các mùa | Các mùa | Các mùa | Các mùa | Các mùa | Các mùa | Các mùa | Các mùa   |
| Tên                           | Người thể hiện      | Nghề nghiệp                                                                                   | 1       | 2       | 3       | 4       | 5       | 6       | 7       | 8         |
| ----------------------------- | ------------------- | --------------------------------------------------------------------------------------------- | ------- | ------- | ------- | ------- | ------- | ------- | ------- | --------- |
| Bác sĩ Gregory                | Hugh Laurie         | Chuyên gia bệnh truyền nhiễm, Bác sĩ thận học, Bác sĩ chẩn đoán, Trưởng khoa Y học chẩn đoán  | Chính   | Chính   | Chính   | Chính   | Chính   | Chính   | Chính   | Chính     |
| Bác sĩ Lisa Cuddy             | Lisa Edelstein      | Bác sĩ nội tiết, Trưởng khoa Y (Mùa 1–7)                                                      | Chính   | Chính   | Chính   | Chính   | Chính   | Chính   | Chính   |           |
| Bác sĩ James Wilson           | Robert Sean Leonard | Trưởng khoa Ung thư                                                                           | Chính   | Chính   | Chính   | Chính   | Chính   | Chính   | Chính   | Chính     |
| Bác sĩ Eric Foreman           | Omar Epps           | Bác sĩ thần kinh, Bác sĩ chẩn đoán y khoa, Trưởng khoa Y (Mùa 8)                              | Chính   | Chính   | Chính   | Chính   | Chính   | Chính   | Chính   | Chính     |
| Bác sĩ Robert Chase           | Jesse Spencer       | Bác sĩ phẫu thuật, bác sĩ chuyên sâu, bác sĩ tim mạch, trưởng khoa chẩn đoán y học (Mùa cuối) | Chính   | Chính   | Chính   | Chính   | Chính   | Chính   | Chính   | Chính     |
| Bác sĩ Allison Cameron        | Jennifer Morrison   | Nhà miễn dịch học, Bác sĩ chẩn đoán y khoa, Bác sĩ cấp cứu                                    | Chính   | Chính   | Chính   | Chính   | Chính   | Chính   |         | Khách mời |
| Bác sĩ Chris Taub             | Peter Jacobson      | Bác sĩ phẫu thuật thẩm mỹ, Bác sĩ chẩn đoán                                                   |         |         |         | Chính   | Chính   | Chính   | Chính   | Chính     |
| Bác sĩ Remy "Thirteen" Hadley | Olivia Wilde        | Nội khoa, Chẩn đoán Y khoa                                                                    |         |         |         | Chính   | Chính   | Chính   | Chính   | Chính     |
| Bác sĩ Lawrence Kutner        | Kal Penn            | Y học thể thao, Y học chẩn đoán                                                               |         |         |         | Chính   | Chính   |         |         | Khách mời |
| Bác sĩ Martha Masters         | Amber Tamblyn       | Tiến sĩ kép về Toán ứng dụng và Lịch sử nghệ thuật, Sinh viên y khoa                          |         |         |         |         |         |         | Chính   | Khách mời |
| Bác sĩ Jessica Adams          | Odette Annable      | Bác sĩ phòng khám nhà tù, Bác sĩ chẩn đoán                                                    |         |         |         |         |         |         |         | Chính     |
| Bác sĩ Chi Park               | Charlyne Yi         | Bác sĩ thần kinh, Bác sĩ chẩn đoán                                                            |         |         |         |         |         |         |         | Chính     |